# Municipio de Delaware (condado de Pike)
El municipio de Delaware (en inglés, Delaware Township) es una subdivisión administrativa del condado de Pike, Pensilvania, Estados Unidos. Según el censo de 2020, tiene una población de 7.453 habitantes.

## Geografía
Está ubicado en las coordenadas 41°14′15″N 74°55′40″O / 41.23750, -74.92778 (41.237459, -74.927801).

## Demografía
Según la Oficina del Censo en 2000 los ingresos medios por hogar en la localidad eran de $46,263 y los ingresos medios por familia eran $49,070. Los hombres tenían unos ingresos medios de $41,158 frente a los $26,366 para las mujeres. La renta per cápita para la localidad era de $18,661. Alrededor del 6,6% de la población estaban por debajo del umbral de pobreza.